# سایه‌های بلند گناه
سایه‌های بلند گناه یک فیلم تلویزیونی محصول سال ۱۳۸۸ به کارگردانی شهرام شاه‌حسینی، نویسندگی جعفر حسنی و فریبرز روشنفکر و تهیه‌کنندگی سیدرضا هاشمی، می‌باشد که از شبکه تهران پخش شد.

## بازیگران
- سیما تیرانداز
- حمیدرضا پگاه
- امیریل ارجمند
- سید مهرداد ضیایی
- احمد ساعتچیان
- نگار عابدی